# 片岡祐介
片岡 祐介（かたおか ゆうすけ、1969年4月27日 - ）は日本のマリンバ奏者、打楽器奏者、作曲家、純セレブ教教祖。

## 略歴
1969年三重県生まれ、愛知県豊橋市で育つ。幼少時より独学で木琴やピアノの演奏を始め、名古屋市立菊里高等学校音楽科（音楽科が全国的に知られる）へ進学・卒業。
東京音楽大学で打楽器を有賀誠門、岡田眞理子に学ぶ。在学中からジャンルにこだわらない多種多様な演奏活動を展開。東京音楽大学の打楽器科在学中からプロ活動を開始し、中退。
90年、藤富保男（現代詩人）との共演をきっかけに、プロとしての演奏活動を始める。以後、ジャンルにこだわらない多種多様な演奏活動やスタジオ録音活動を展開。
90年、目黒ギャラリーフィナールで初のソロコンサート。
91年、猪俣猛（ジャズドラマー）の公演に参加。
92年 - 94年、有賀誠門パーカッションアンサンブルの一員として、多数の学校公演を行う。
95年 - 97年、テクノユニット「イメージソウル」のメンバーとして都内のクラブで数多くのライブ。
96年、伊佐治直（作曲家）が主宰する「冬の劇場」でパフォーマンス。
97年 - 2000年、岐阜県音楽療法研究所に研究員として勤務。障害者施設や高齢者施設、病院などの様々な場所で、即興音楽セッションを行う。
1999年 - 2001年、岐阜県聾学校非常勤講師、耳の不自由な子どもたちと即興演奏を続ける。
2006年度、NHK教育テレビ「あいのて」に「黄色のあいのてさん」としてレギュラー出演。
今まで共演してきた音楽家は、伊藤多喜男（民謡）、梅津和時（サックス）、岡野勇仁（ピアノ）、押尾コータロー（ギター）、木下伸一（津軽三味線）、田中悠美子（三味線）、ちあきなおみ（歌）、都屋歌六（のこぎりヴァイオリン）、山辺義大（ギター）、渡辺香津美（ギター）、坂野嘉彦、野村誠、しばてつ、鈴木潤、吉森信、林加奈、鷲見祐司、柏木陽、他多数。
音楽療法学会、音楽療法研究会、音楽療法フォーラム、音楽大学等で音楽療法の講義、ワークショップの講師多数。
2012 - 2013年度、京都女子大学、京都造形芸術大学の非常勤講師。
マリンバ奏者、打楽器奏者、作曲家として演奏活動や創作活動を行なっている。
2018年4月東大教授の安冨歩氏と「純セレブ教」を立ち上げて教祖となり、5月に誰でも簡単に作れる高音質の「純セレブスピーカー」を開発。安冨と共に、クラシックの名曲の解説・コンサートも行っている。
2019年の7月の参院選では、安冨歩の選挙活動に帯同して演奏、安冨の選挙活動のドキュメント映画「れいわ一揆」に出演（監督は「ゆきゆきて、神軍」で知られる原一男）。「れいわ一揆」が東京国際映画祭に参加した際には、片岡も安冨らと共にオープニングのレッドカーペットに登場。「れいわ一揆」は2020年1月にロッテルダム国際映画祭、2月にニューヨーク近代美術館（MoMA）で上映。4月17日から全国で順次公開予定だったが、新型コロナウイルス感染拡大の影響を受け公開延期、9月11日から全国公開。

## 主な作品
参考：作曲作品（公式サイト）
- 「マリンバ協奏曲」(2009)
- 「門天?」(2009)
- 「江古田コンパ」(2009)
- 「門天?」(2009)
- 「ひくてあまた」(2008)
- 「指令と即興」(2008)
- 「門天」(2007)
- ジョン・パルマー演出の演劇「Stepping Stones」の音楽(2007)
- 「前菜曲」(2006)
- 「体の外」(2005)
- 「カメラマンのためのアンサンブル」(2005)
- 「集合無意識計画のための音楽」(2005)
- 「Gong'n Roll」(2004)
- 「道行きⅡ」(2004)
- 「道行き」(2004)
- 「青空」(2004)
- 「オオキンケイギク」(2001)
- 「ギャング」(2003)
- 「月」(2001)
- 「おんどり組曲」(1996)
- 「サボテン島」　(1991)

### 映画音楽
- 歓待（2010年）

## CD
参考：参加CD（公式サイト）
- 「ポリフォニック・パーカッション　片岡祐介と子どもたち」[23](2008) NPO法人クリエイティブサポートレッツ ※音楽ワークショップCD

### 参加
- 「東京楽士 - 世界の音と遊ぶ」（1992） 渋谷の無国籍料理レストラン「SUNDA」に出演していたミュージシャンが、参加したコンピレーションCD。 バラフォン（英語版）の演奏で1曲に参加。
- 「七人のおたく」オリジナル サウンドトラック（1992） マリンバ、パーカッションの演奏で、5曲に参加。
- 「たまご」雅子とおんどりバンド（1996） 自主制作盤 オリジナル曲「おんどり組曲」の作曲と、ヴィブラフォン、マリンバの演奏で6曲に参加。
- 「INTERMEZZO」野村誠（2002） タイトル曲の鍵盤ハーモニカ四重奏版の編曲と演奏に参加。
- 「せみ」野村誠（2002） 3曲目「せみ小倉」に、しょうぎ作曲と演奏で参加。
- 「カモシカの恋」岡野勇仁[24]（2004） パーカッションで、2曲に参加。
- 「しょうぎ交響曲の誕生」野村誠（2005） オーケストラ編曲、しょうぎ作曲、演奏で、全面的に参加。

## 著書
- 「即興演奏ってどうやるの―CDで聴く!音楽療法のセッション・レシピ集」[25]（2004/9/2、ISBN 978-4990132545）あおぞら音楽社 共著：野村誠、片岡祐介
  - 誰も考えなかった「即興のルール」を一挙公開。誰でもできるルールを譜面とＣＤ演奏で紹介。
- 「音楽ってどうやるの ミュージシャンが作った音楽の教科書（CD付）」[26]（2008/3/15、ISBN 978-4990132590）あおぞら音楽社 共著：野村誠、片岡祐介
  - 五線譜が読めなくてもOK!世界中の音楽も、即興も作曲も、簡単にできてしまう魔法のレシピ集。

## 出演

### テレビ番組
- 「あいのて」（2006年4月から2007年3月、NHK教育テレビ）[27][28]
  - 幼児向け音楽番組。「黄色のあいのてさん」としてレギュラー出演[29]。

### 映画
- れいわ一揆（2019年）－ 安冨歩の選挙活動に帯同し演奏、出演[30][16]。